# Zdenko Hans Skraup

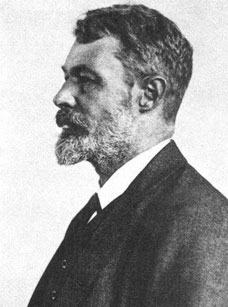
Zdenko Hans Skraup

Zdenko Hans Skraup (Praga, 3 marzo 1850 – Vienna, 10 settembre 1910) è stato un chimico ceco.

## Biografia

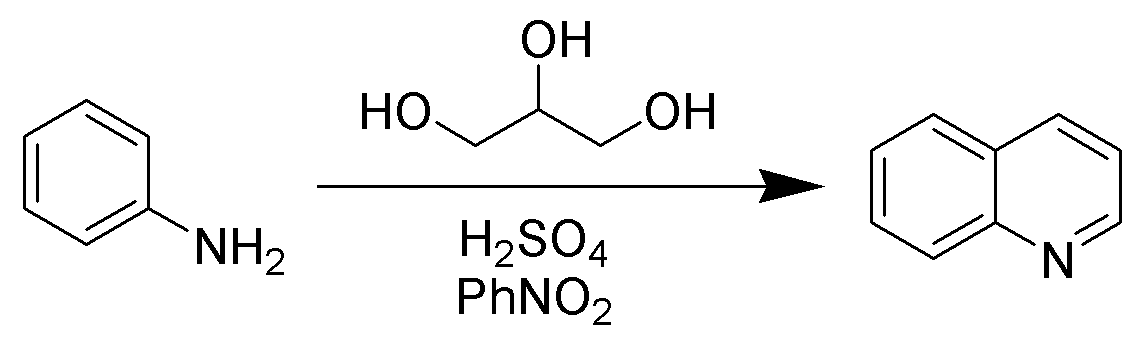
Reazione di Skraup

Dopo aver studiato all'Università di Praga dal 1866 al 1871, diventò assistente di Heinrich Ludwig Buff per meno di un anno per poi cambiare più lavori e giungere a Vienna nel 1873.
Diventato assistente di Rochleder nel 1873, alla morte di questi decise di continuare il lavoro con i suoi successori Franz Schneider e Adolf Lieben. Dopo alcuni riconoscimenti universitari (in seguito, nel 1886, ebbe anche il premio Ignaz Lieben), prese l'abilitazione a  Vienna nel 1879. In seguito insegnò anche all'università di Graz e quella di Vienna (a partire dal 1906).
È passato alla storia per la sua reazione (reazione di Skraup).